# Verfspuit

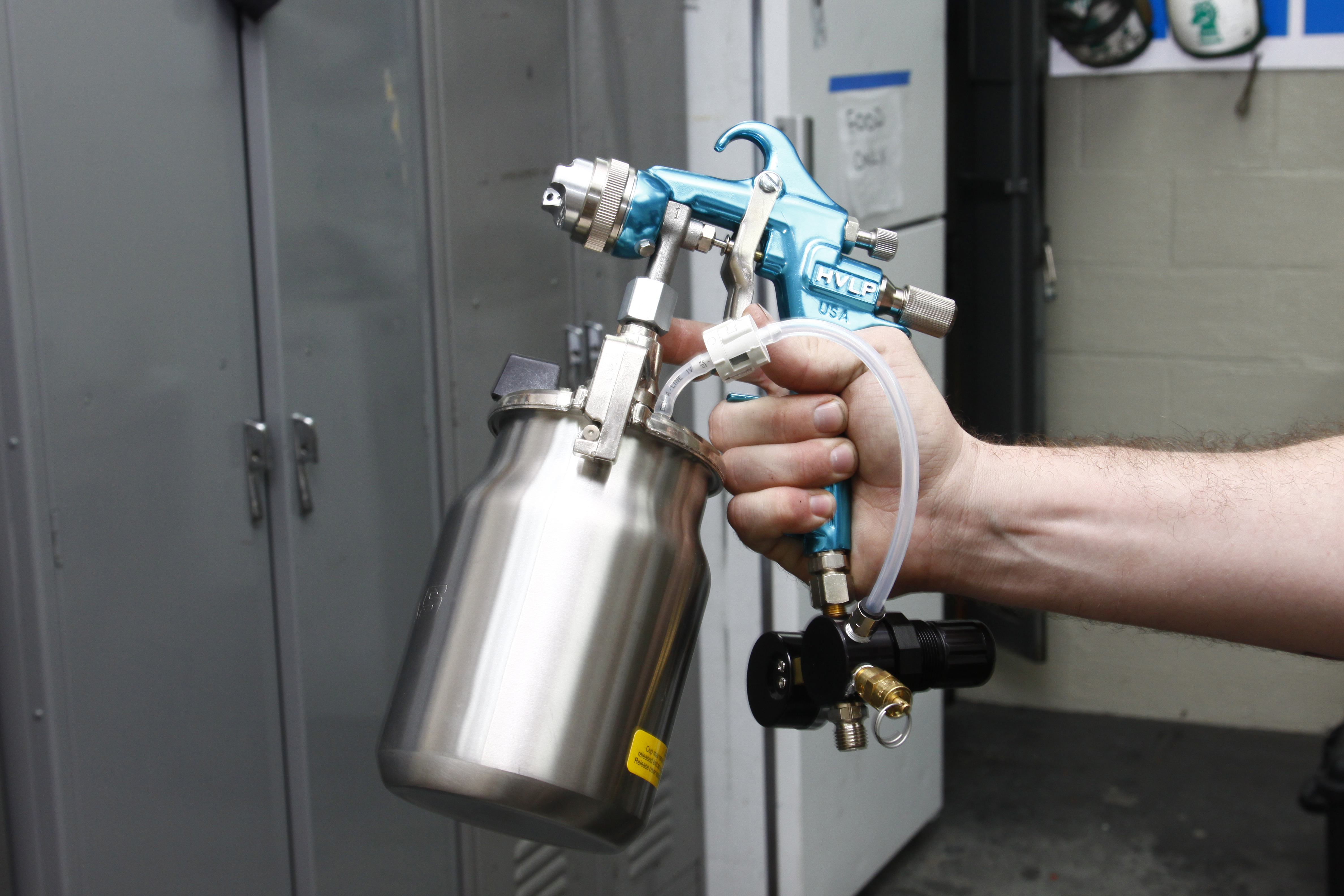
Verfspuit

Een verfspuit bestaat uit een hervulbaar vat waarop een spuitdeel is geplaatst dat via een slang met een compressor of met een vat met gecomprimeerde lucht is verbonden. Gebruik wordt gemaakt van het venturi-effect.
De einduitvoering kan 'groot' zijn, met bijvoorbeeld een vat van een liter (nog draagbaar door de persoon die ermee rondloopt) en wordt gebruikt voor bijvoorbeeld het aanbrengen van lak op een auto.
De uitvoering kan ook 'klein' zijn, met een vaatje van enkele kubieke centimeters. Deze laatste uitvoering wordt airbrush genoemd en wordt onder meer gebruikt om grafisch werk in te kleuren.
Voor graffitiwerk wordt meestal een spuitbus gebruikt waarbij verf en drijfgas in één vat zijn samengebracht.